# Pseudohermonassa bicarnea
Pseudohermonassa bicarnea là một loài bướm đêm trong họ Noctuidae.